# プロイセン陸軍

1816年制定のプロイセンの戦旗（Kriegsflagge）。

プロイセン陸軍（独: Preußische Armee、英: Prussian Army）は、プロイセン国家の陸軍。1644年に設立されたブランデンブルク選帝侯国陸軍（Kurfürstlich Brandenburgische Armee）を前身とし、1701年から1919年まで存在した。1871年以降はドイツ帝国陸軍の一部となり、第一次世界大戦敗戦により1919年に解体された。
正式名称はプロイセン王国陸軍（プロイセン王立陸軍、Königlich Preußische Armee）。

## 概要
18世紀・19世紀を通じてプロイセンが欧州五大列強となるのに大きく貢献したプロイセン陸軍は、1806年のナポレオン戦争時の敗北後、ゲルハルト・フォン・シャルンホルストの指揮により大がかりな軍制改革が行われた。そのため歴史家は、プロイセン陸軍を1807年までの旧プロイセン陸軍（altpreußischen Armee、1644年 - 1807年）と新プロイセン陸軍（neupreußischen Armee、1807年 - 1919年）に区分している。
シャルンホルストによる改革後、解放戦争（1813年 - 1815年）に参加し、フランスの支配からドイツ諸国を解放することに決定的な貢献をした。ウィーン会議からドイツ統一戦争までの間、プロイセン陸軍は王政復古を支え、1848年の国民国家＝ブルジョア革命（nationalstaatlich-bürgerlichen Revolution）の阻止に大きく貢献した。
統一戦争でのプロイセン軍の成功は、対仏ドイツ連合軍の勝利に決定的な影響を与えた。プロイセン陸軍は帝政期にはドイツ軍の中核を形成し、1871年に制定された帝国憲法では戦時にはプロイセン軍の部隊はドイツ軍の部隊に統合されると規定され、第一次世界大戦時にはプロイセン陸軍は法的には独立していなかった。戦後、ドイツはヴェルサイユ条約の規定に従って陸軍軍縮が行われ、帝国陸軍を構成したプロイセン陸軍、バイエルン陸軍、ザクセン陸軍、ヴュルテンベルク陸軍は解体された。
プロイセン陸軍の最も重要な特徴のひとつは、その社会的役割の大きさであった。プロイセン陸軍の影響は民間にも及び、プロイセンを軍国主義国家の典型として形成した（ドイツの軍国主義）。

## 組織

### 旧プロイセン軍の組織
主要な兵科は歩兵と騎兵であり、後に砲兵が設置された。その他、補助的な部隊として、要塞や衛戍地の守備隊、工兵部隊、衛生兵部隊、吟遊詩人、従軍聖職者などが存在した。

### 新プロイセン軍の組織
シャルンホルスト将軍の軍事改革以後の新プロイセン軍は旧プロイセン軍とは根本的に組織構造を異とした。
部隊階梯は以下。
1. 軍団（Armeekorps）
2. 師団（Division）
3. 混成の旅団（Brigade）
4. 歩兵旅団（Infanteriebrigade）及び騎兵旅団（Kavalleriebrigade）
5. 連隊（Regiment）
6. 大隊（Bataillon）
7. 中隊（Kompanie）

主要兵科は以下。なお、歩兵と騎兵はそれぞれラントヴェーア部隊を含む。
- 歩兵（Infanterie）
  - 戦列歩兵（Linieninfanterie）
  - 軽歩兵（Leichte Infanterie）
- 騎兵（Kavallerie）
  - 戦列騎兵（Linien-Kavallerie）
  - 胸甲騎兵（Kürassiere）
  - 竜騎兵（Dragoner）
  - ウーラン騎兵（Ulanen）
  - ユサール騎兵（Husaren）
- 砲兵（Artillerie）
- 工兵（Pioniere）
- 鉄道兵（Train）

ウィーン会議から普墺戦争（1866年ドイツ戦争）までの編成は以下。
- 近衛軍団（ベルリン） 
  - 第1近衛師団（ベルリン）
  - 第2近衛師団（ベルリン）
- 第1軍団（ケーニヒスベルク）
  - 第1師団（ケーニヒスベルク）
  - 第2師団（ダンツィヒ）
- 第2軍団（シュテティン）
  - 第3師団（シュテティン）
  - 第4師団（スタルガルト）
- 第3軍団（フランクフルト・アン・デア・オーデル）
  - 第5師団（フランクフルト・アン・デア・オーデル）
  - 第6師団（トルガウ）
- 第4軍団（ベルリン）
  - 第7師団（マクデブルク）
  - 第8師団（エアフルト）
- 第5軍団（ポーゼン）
  - 第9師団（グローガウ）
  - 第10師団（ポーゼン）
- 第6軍団（ブレスラウ）
  - 第11師団（ブレスラウ）
  - 第12師団（ナイセ）
- 第7軍団（ミュンスター）
  - 第13師団（ミュンスター）
  - 第14師団（デュッセルドルフ）
- 第8軍団（コブレンツ）
  - 第15師団（ケルン）
  - 第16師団（トリール）